# Rząd Południoworosyjski
Rząd Południoworosyjski (ros. Южнорусское правительство) - polityczny organ wykonawczy Białych na pocz. 1920 r.
Rząd Południoworosyjski został powołany na pocz. marca 1920 r. w Noworosyjsku przez gen. Antona I. Denikina. Działał bardzo krótko w sytuacji klęsk i ogólnego odwrotu na froncie Sił Zbrojnych Południa Rosji. W jego skład weszli m.in. Nikołaj M. Mielnikow (przewodniczący), gen. Nikołaj N. Baratow (minister spraw zagranicznych), gen. Anatolij K. Kielczewski, zmieniony następnie przez gen. Wasilija J. Wiaźmitinowa (minister wojny i marynarki wojennej), Michaił W. Biernacki (minister finansów). Wśród nich - po podpisaniu porozumienia 16 marca - byli też działacze kozaccy Donu, Kubania i Tereku (np. N. M. Mielnikow). Rząd ogłosił Deklarację (tzw. Konstytucję Południa Rosji), na podstawie której najwyższą władzę pełnił gen. A. I. Denikin. Nie zdążono jednak zrealizować żadnego z głoszonych haseł, gdyż już 30 marca w Teodozji na Krymie rząd został rozwiązany przez gen. A. I. Denikina. Następca Denikina - gen. Piotr Wrangel powołał w sierpniu 1920 nowy Rząd Południa Rosji.